# ガイウス・ウァレリウス・ラエウィヌス
ガイウス・ウァレリウス・ラエウィヌス（Gaius Valerius Laevinus、紀元前220年頃 - 紀元前169年以降）は、紀元前2世紀初頭の共和政ローマの政治家・軍人。紀元前176年に補充執政官（コンスル）を務めた。

## 出自
パトリキ（貴族）であるウァレリウス氏族の出身。ウァレリウス氏族の伝説的な祖先は、ロムルスとローマを共同統治したティトゥス・タティウスと共にローマに移住したサビニ人とされている。その子孫であるプブリウス・ウァレリウス・プブリコラは共和政ローマの建国者の一人で最初の執政官である。その後ウァレリウス氏族は継続的に執政官を輩出してきた。
カピトリヌスのファスティによると、ラエウィヌスの父のプラエノーメン（第一名、個人名）はマルクス、祖父はプブリウスである。父マルクス・ウァレリウス・ラエウィヌスは二度執政官を務め、第一次マケドニア戦争でローマ軍を率いた。ラエウィヌスの兄のマルクスは、紀元前182年のプラエトル（法務官）である。もうひとりプブリウスという兄弟がいるが、父マルクスの死後の葬儀のために実施した競技会に関連して資料に登場するのみである。加えて、紀元前189年の執政官マルクス・フルウィウス・ノビリオルは半兄である。ノビリオルの母はラエウィヌスの父と再婚している。

## 経歴
ラエウィヌスが生まれたのは紀元前220年頃と推定される。紀元前189年、執政官であるる半兄のノビリオルがアエトリア同盟との戦争に出征すると、ラエウィヌスもレガトゥス（軍団副司令官）として同行し、ノビリオルから絶大な信頼を得た。ローマ軍がアンブラキアを包囲すると、アエトリア同盟側はローマとの和平交渉を開始するが、ラエウィヌスはノビリオルとアエトリア同盟の仲介者として活躍した。これは父マルクスが20年前にアエトリア同盟と友好な関係を築き、条約を締結していたからである。結果、ノビリオルはアエトリア同盟にも非常に有利な条件を与えた。
10年後の紀元前179年、ラエウィヌスは法務官に就任し、サルディニア属州を与えられた。
紀元前176年、執政官グナエウス・コルネリウス・スキピオ・ヒスパッルスが任期途中で死去したため、ラエウィヌスは補充執政官に選出された。ラエウィヌスはリグリアに出征した。ティトゥス・リウィウスのローマ建国史の第41巻がこの部分に相当するのだが、一部散逸しておりラエウィヌスの功績は不明である。凱旋式を実施していないことから、大勝利を得ることはできなかったと思われる。
紀元前174年、ラエウィヌスはアエトリアの内紛を終わらせ、マケドニア王ペルセウスと交渉するためにギリシアに派遣された5人の大使に選ばれた。結果としてはどちらの任務も失敗であった。アエトリアでは、大使達は「この民族の暴力に対処することは不可能だ」という結論に達した。ペルセウスは大使たちとの面会を避けた。使節団は翌年にローマに戻り、元老院にペルセウスが戦争の準備をしていると報告した。
ローマに戻ってすぐ、ラエウィヌスは新たな使節団の一員に選ばれた。今度はマケドニアとの戦争に備えて、ギリシア東部を回って現地の状況を確認することが任務であった。リウィウスによると、ラエウィヌスはギリシア訪問後帰国し、他の使節達はエジプト、シリア、ペルガモンを訪問したとしているが、おそらくこれは間違いである。ラエウィヌスは報告のために一旦ローマに戻っただけで、その後他の使節たちに合流したと思われる。
ラエウィヌスが最後に歴史に登場するのは、紀元前169年にケンソル（監察官）選挙に立候補し、落選したことである。おそらく、その後直ぐに死去したものと思われる。

## 参考資料

### 古代の資料
- カピトリヌスのファスティ
- ティトゥス・リウィウス『ローマ建国史』
- ポリュビオス『歴史』

### 研究書
- Broughton R. Magistrates of the Roman Republic. - New York, 1951. - Vol. I. - P. 600.
- Volkmann H. Valerii Laevini // Paulys Realencyclopädie der classischen Altertumswissenschaft . - 1955. - Bd. VIII A, 1. - Kol. 43.
- Volkmann H. Valerius // Paulys Realencyclopädie der classischen Altertumswissenschaft . - 1948. - Bd. VII A, 1. - Kol. 2292-2296.
- Volkmann H. Valerius 89 // Paulys Realencyclopädie der classischen Altertumswissenschaft . - 1948. - Bd. VII A, 1. - Kol. 2311.
- Volkmann H. Valerius 208 // Paulys Realencyclopädie der classischen Altertumswissenschaft . - 1955. - Bd. VIII A, 1. - Kol. 44-45.